# Surat (Puy-de-Dôme)
Surat é uma comuna francesa na região administrativa de Auvérnia-Ródano-Alpes, no departamento Puy-de-Dôme. Estende-se por uma área de 8,76 km². Em 2010 a comuna tinha 579 habitantes (densidade: 66,1 hab./km²).